# Irek Wojtczak
Irek Wojtczak, (właśc. Ireneusz Wojtczak, ur. 26 grudnia 1968) – polski saksofonista, improwizator, kompozytor, aranżer, wykładowca na kierunku Jazz i Muzyka Rozrywkowa Akademii Muzycznej im. Stanisława Moniuszki w Gdańsku, zamieszkały w Sopocie.

## Kariera muzyczna
Po ukończeniu średniej szkoły muzycznej w Kutnie w klasie klarnetu profesora Jerzego Ślęzaka, podjął studia dyrygenckie na Akademii Muzycznej im. Stanisława Moniuszki w Gdańsku, które ukończył w 1995 roku. Tam poznał środowisko muzyków, dzięki którym rozpoczął grę na saksofonie. Pracując jako muzyk sesyjny wielokrotnie nagrywał dla potrzeb filmu i teatru. Wziął udział w sesjach trans-opery „Sen nocy letniej” Leszka Możdżera, filmów: „Segment 76” Oskara Kaszyńskiego, „W stepie szerokim” Abelarda Gizy (Sztorm 2008) oraz „Small spaces” Elvina Flamingo (Gold Remi Award 2009, Houston, USA).
W polską scenę muzyczną wpisał się udzielając się w wielu zespołach jako lider, sideman czy gość specjalny. Wziął udział w specjalnym projekcie Polish Brass Ensemble feat. Dave Douglas oraz Jamie Baum American - Polich Septet. Koncertował z Fonda/Stevens Group, David Murray, Jim Black, Chris Speed, Klaus Kugel, TomTrio, Contemporary Noise Sextet, Mitch & Mitch oraz Pink Freud. Nagrywał i koncertował m.in. z Tymon Tymański Brass Ensemble, Outlook Quartet, Sundial III oraz Wojtek Mazolewski Quintet. Gościnnie uczestniczył w sesjach nagraniowych z Przemkiem Dyakowskim, Grażyną Łobaszewską, Krystyną Stańko oraz Ścianką. Współtworzył projekty/zespoły: Groovekojad, Tomek Sowiński Collective Improvisation Group, Freeyo, Możdżer − Tymański − projekt Chopin.
Od lat jest animatorem polskiej muzyki ludowej, która stała się inspiracją do jego pięciu albumów: Direct Memory Access (2010), Folk Five (2014),Play It again (2018), RomTomDada (2021), Suita Parzęczewska (2023). Nagrany wspólnie z nowojorskimi muzykami album Folk Five został doceniony przez czołowych amerykańskich krytyków w magazynach takich jak All About Jazz czy The New York City Jazz Record. Utwór z płyty Irek Wojtczak Folk Five ukazał się na samplerze dołączonym do brytyjskiego miesięcznika muzycznego The Wire (listopad 2015). W 2016 roku wspólnie z Jarosławem Czarneckim i zespołem JAAA rozpoczął pracę nad projektem dźwiękowo wizualnym SHMIB – Symultaniczna Hybryda Muzyki Improwizowanej z Bioartem.

## Nagrody i wyróżnienia
- 2000 − Nagroda Fryderyka Polskiego Przemysłu Fonograficznego Fryderyki  w kategorii Muzyka alternatywna za płytę „Smacznego” grupy Groovekojad;
- 2001 − Nagroda POLISH DANCE AWARDS grupy Groovekojad w kategorii Debiut Roku;
- 2008 − Złota Płyta za album „Melisa” Przemka Dyakowskiego;
- 2008 − Największa Indywidualność Konkursu Bielska Zadymka Jazzowa 2008;
- 2011 − Wyróżnienie na XIV Festiwalu Polskiego Radia „Nowa Tradycja” dla Irek Wojtczak PRL Kwintet;
- 2015 – Nominowany do Folkowego Fonogramu Roku 2015 za płytę „Folk Five”.
- 2022 –  Finalista Folkowego Fonogramu Roku 2022[1]

## Dyskografia
- Republikacje - Tymon Tymański (2024)
- Warming/Melting - Ziemia feat. Irek Wojtczak (2024)
- Better - Tomasz Dąbrowski &The Individual Beings (2024)
- Suita Parzęczewska – Irek Wojtczak Tentet [2023][2]
- Rom Tom Dada – Kapela Irka Wojtczaka (2021)
- Istnienia Poszczególne – Tomasz Dąbrowski Septet (2021)
- Kolędy – Adam Czerwiński Quintet (2021)
- Brasswood - L.U.C. Rebel Babel Ensemble (2020)
- Sundial III – Sundial feat. Irek Wojtczak (2019)
- Plastic Poetry – Wojtczak / Piotrowicz (2019)
- Play It again – Irek Wojtczak Quintet Live (2018)
- Malogranie – Michał Sołtan (2017)
- Pieśni zbójnicke – Krzysztof Trebunia Tutka/Tymon Tymański (2017)
- Illinois Jacquet in Memoriam – Przemek Dyakowski (2017)
- Polskie Gówno – Tymon & The Transistors (2016)
- Folk Five – Wojtczak NYconnection [2014]
- AOEIUX – Oczi Cziorne [2014]
- The Bees' Knees – Irek Wojtczak Quartet [2012]
- Chopin Etiudy – Możdżer − Tymański Polish Brass Ensemble [2012]
- Kropla Słowa – Krystyna Stańko [2012]
- Akineton – Dziki Jazz [2012]
- Emotional risk – Izes [2012]
- AQQ – Golden Life [2012]
- Trio plus 2 – Fonda − Stevens Group [2011]
- Wojna to zalegalizowana egzekucja – Maszyna do mięsa [2011]
- The Professional Blasphemy  − Vulgar [2011]
- A’freak an Project – Wojciech Staroniewicz [2011]
- Direct Memory Access – Irek Wojtczak [2010]
- Off Monk – Jazz Out [2010]
- Secretly – Krystyna Stańko [2010]
- Freeyo – Wojtczak-Mazolewski-Gos [2009]
- Zimowe Sny – Ajagore [2009]
- Elektroduch – dj Wojak [2009]
- Free Tibet – Tymanski Yass Ensemble [2008]
- Grzybobranie – Wojtek Mazolewski [2008]
- Melisa – Przemek Dyakowski [2008]
- Secret Sister – Ścianka [2007]
- Illustration – Tomek Sowinski and the Collective Improvisation Group [2006]
- Outlook – Irek Wojtczak Outlook [2005]
- Prowincja jest piękna – Grażyna Łobaszewska [2005]
- Look to the sky – Irek Wojtczak Quartet [2004]
- Pub 700 – Leszek Możdżer [2004]
- Swobodny przelot – Kowalski [2003]
- Marian – Kowalski [2002]
- Smacznego – Groovekojad [2000]

## Filmografia
| Rok  | Tytuł                    | Rola                 | Reżyser          |
| ---- | ------------------------ | -------------------- | ---------------- |
| 2008 | Small Spaces             | w roli samego siebie | Elvin Flamingo   |
| 2009 | Jothabelsi               | w roli samego siebie | Elvin Flamingo   |
| 2010 | Duostany                 | narrator             | Olga Zielińska   |
| 2013 | Sopocianie, czas nadziei | autor muzyki         | Justyna Mazur    |
| 2016 | Ispolin                  | autor muzyki         | Finbarr Pine     |
| 2021 | Przejście                | autor muzyki         | Dorota Lamparska |